# Toinette a Louis
Toinette a Louis (ve francouzském originále Toinette et Louis) je komická opera (opéra comique, původním označením „divertissement mêlé d'ariettes“) o dvou dějstvích francouzské skladatelky Angélique-Dorothée-Louise Grétryové, zvané Lucile, dcery slavného hudebního skladatele A.-E-M. Grétryho. Libreto k ní napsal dramatik Joseph Patrat (1733–1801). Premiéra opery se konala 22. března 1787 v pařížském divadle Théâtre de la Comédie-Italienne.

## Vznik, historie a charakteristika
Po nesporném úspěchu opery Antoniova svatba, kterou Lucile Grétryová zkomponovala (s pomocí otce) ve třinácti letech a která měla premiéru v červenci 1786, přinesla Comédie-Italienne již v březnu 1787 další pokus nadané dívky, který se však tentokrát nezdařil. Libreto tentokrát vytvořil profesionální dramatik a libretista Joseph Patrat (1733–1801), avšak zřejmě bez větší snahy. Při premiéře byla tato novinka kombinována s Antoniovou svatbou a starší aktovkou Lucilina otce Le Tableau parlant. Publikum prý reagovalo na premiéru negativně a výkřiky doporučovaly autorce, ať se vrátí do školy; jednalo se o jasný neúspěch.
Kritika zmiňovala mezi příčinami neúspěchu právě přílišnou konvenčnost libreta („tak hrubé podobnosti, tak otřepané prostředky, tak málo zajímavosti a pravdivosti“), které místy příliš připomínalo jiné oblíbené opery – například Blaise a Babet od Nicolase Dezèda. Zároveň však například kritik Guillaume-Thomas Raynal konstatoval, že hudební úroveň je „byla shledána mnohem nižší než v případě Antoniovy svatby“. Jiní recenzenti však byli opačného názoru, například: „Slečna Grétryová příjemnými melodiemi, které rozesela v tomto díle, potvrdila naděje, které ukázala v Antoniově svatbě. Všimli jsme si pokroků, které slibují další vzestup.“ (Levacher de Charnois, Costumes [et Annales] des grands théâtres de Paris, 1786, XLIV); „Tímto skladatelem je slečna Grétryová, která učinila ve svém umění ohromující pokroky, pokud lze soudit podle tohoto nového výtvoru, v němž je ještě více půvabu, svěžesti a libosti než v hudbě Antoniovy svatby.“ (Antoine d’Origny, Annales du Théâtre Italien); „V kusech tvořících tento nový výtvor je půvab, svěžest a ten druh krás, který odpovídal zvolenému námětu.“ (Journal de Paris)
Přesto zůstalo u jediného představení, Toinette a Louis už reprízováni nebyli (zatímco úspěch Antoniovy svatby pokračoval). Lucile zdá se dále nekomponovala; o rok později byla jako patnáctiletá provdána a manžel s ní podle Grétryho pamětí zacházel velmi špatně. Roku 1790 Lucile v sedmnácti letech zemřela na tuberkulózu, stejně jako o tři roky dříve její starší sestra Jenny a o půl roku později její mladší sestra Antoinette. Hudba ani libreto Toinette a Louise se nedochovaly.

## Děj opery

### 1. dějství
Toinette je mladá sirota vychovaná sedlákem v Pays de Caux; milují se s mladým Louisem, rozumným, pracovitým, ale chudým chlapcem. V jejich vsi žije na odpočinku jistý anglický voják, který se dovtípí jejich lásky a vymyslí plán, jak je dostat dohromady. Vyhledá zmíněného sedláka a pověří ho, aby přednesl žádost o Toinettinu ruku jejímu dědovi, starému invalidovi. Jedna z Toinettiných přítelkyň rozhovor vyslechne schovaná za keřem a je si jistá, že Angličan žádá o Toinettinu ruku pro sebe; běží oba milence varovat.

### 2. dějství
Toinette a Louis si zoufají a odmítají podepsat svatební smlouvu, která jim je předložena. Dědeček je už už ochoten ji roztrhat, když vyjde najevo, že Angličan, aby je spojil, zajistil oběma slušné věno. Toinette a Lucas padají na kolena před svým dobrodincem.